# 波羅的海站 (聖彼得堡地鐵)
波羅的海站（羅馬化：Baltiyskaya）是聖彼得堡地鐵基洛夫－維堡線的一個車站。波羅的海站位於地下57米處，裝飾使用了烏拉爾大理石，代表海洋的灰色。波羅的海站開通於1955年11月15日。該站可接駁波羅的海站。